# Kathedrale von Hermosillo

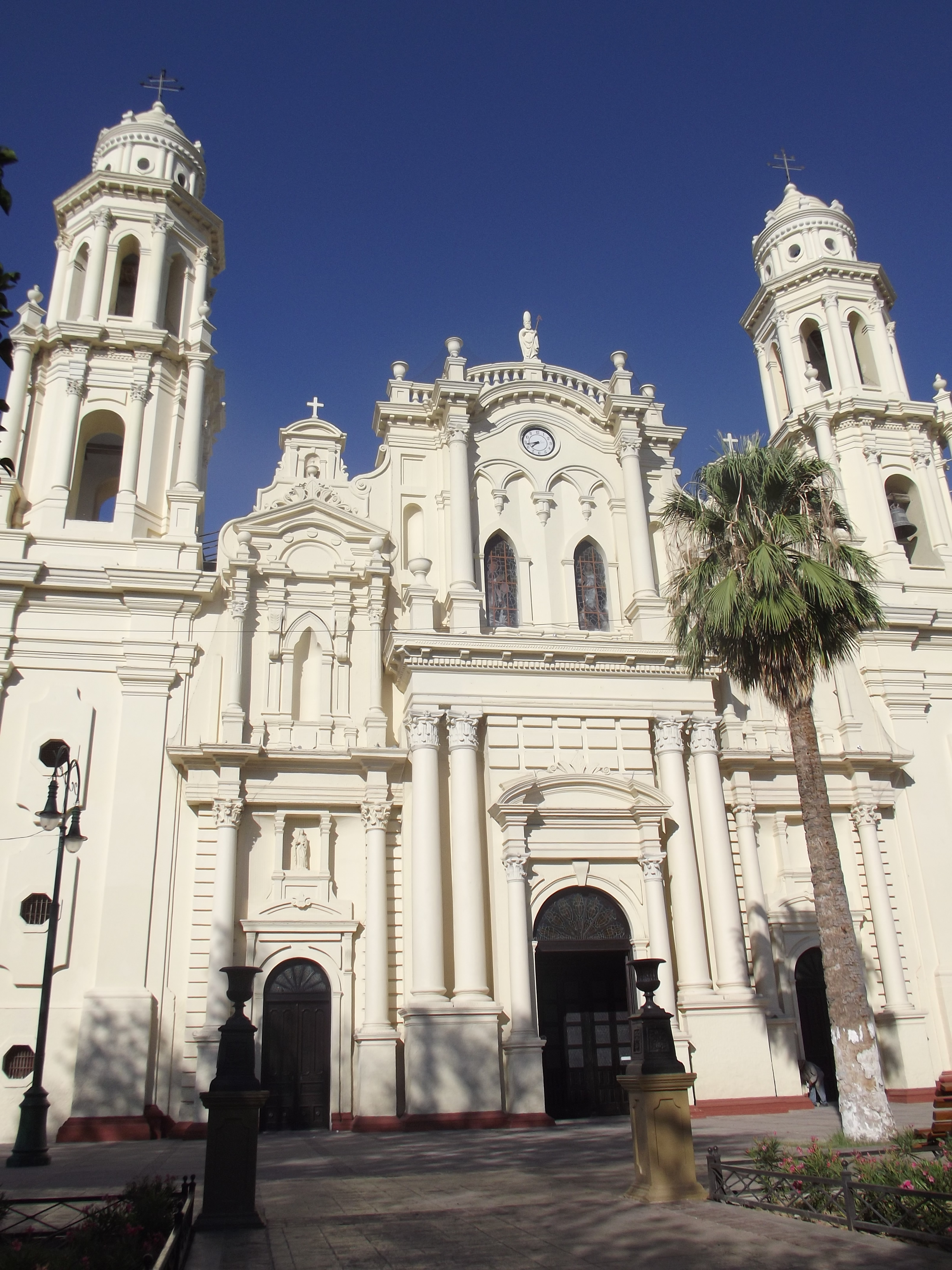
Kathedrale von Hermosillo

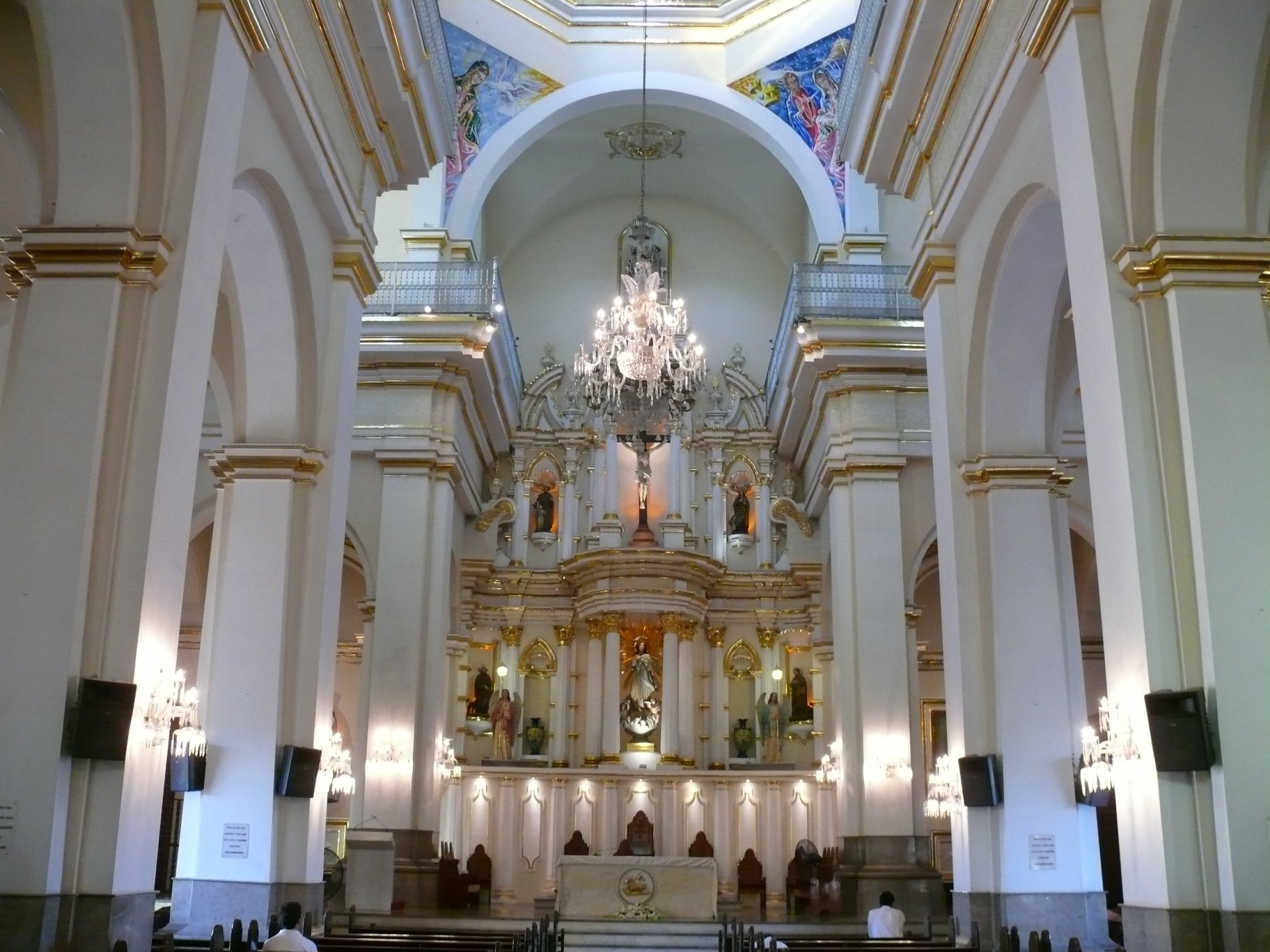
Ende des Langhauses, Vierung und Chor

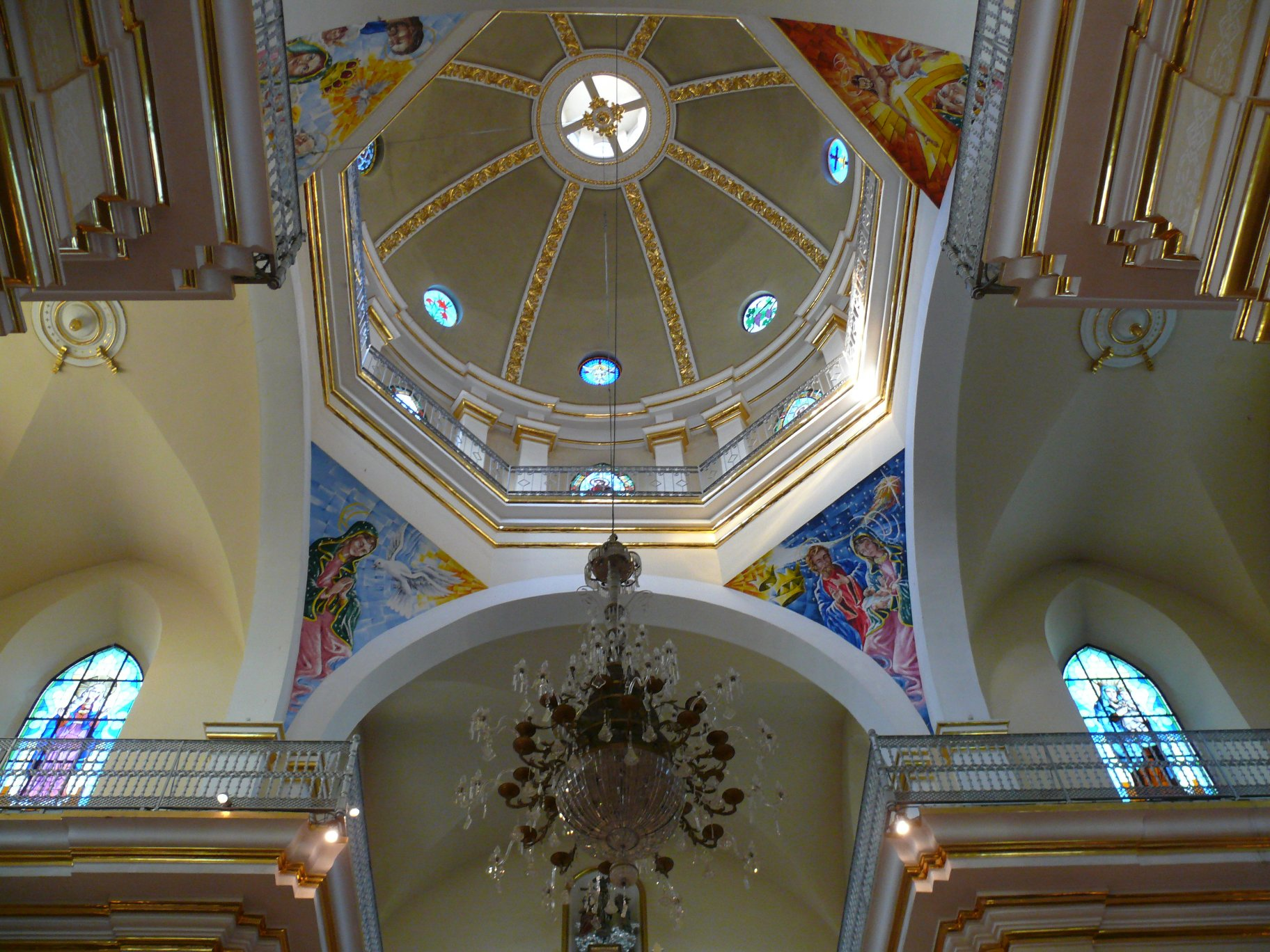
Vierungskuppel

Die Kathedrale von Hermosillo ist die Bischofskirche des römisch-katholischen Erzbistums Hermosillo im mexikanischen Bundesstaat Sonora. Sie ist der Himmelfahrt Mariens (spanisch Asunción) geweiht.

## Lage
Die ca. 215 m hoch gelegene Stadt Hermosillo hat knapp 900.000 Einwohner und befindet sich ca. 1900 km (Fahrtstrecke) nordwestlich von Mexiko-Stadt. Der Grenzort Nogales befindet sich ca. 280 km nördlich. Die Küste des Golfs von Kalifornien ist ca. 120 km (Luftlinie) in westlicher Richtung entfernt.

## Geschichte
Im Jahr 1779 wurde von Papst Pius VI. das Bistum Sonora mit Sitz in Hermosillo eingerichtet. Es gab jedoch keine adäquate Kirche. Erst im Jahr 1877 begann man mit dem Neubau des heutigen Baus, der  im Jahr 1908 geweiht wurde, dessen Kuppel jedoch erst im Jahr 1963 fertiggestellt wurde.

## Architektur
Die Gestaltung der nahezu figurenlosen Westfassade zeigt im Wesentlichen barocke Formen. Die beiden dreigeschossigen Glockentürme haben einen achteckigen Querschnitt und schließen in einer beinahe runden Laterne. Das Innere der Kirche ist dreischiffig; über den vier Pendentifs der Vierung erhebt sich ein durchfensterter oktogonaler Tambour mit abschließender Kuppel und Laterne.